# Valença (Portugal)
Valença, também conhecida como Valença do Minho, é uma cidade raiana portuguesa localizada na sub-região do Alto Minho, pertencendo à região do Norte e ao distrito de Viana do Castelo. 
É sede do município de Valença que tem uma área urbana de 9,49 km2, num total de 117,13 km2, subdividido em 11 freguesias, e 13.625 habitantes em 2021 sendo a sua densidade populacional de 116 habitantes por km2.
O município é limitado a leste pelo município de Monção, a sul por Paredes de Coura, a oeste por Vila Nova de Cerveira e a noroeste e norte pela região espanhola da Galiza.
O ponto mais alto do município encontra-se no Alto da Recosta/Lagoas, a 782 metros de altitude. 
Recebeu foral de D. Sancho I, sendo então designada de Contrasta. Mudou para o actual nome em 1262. É designada por vezes por Valença do Minho.
Foi elevada a cidade em 12 de junho de 2009.
Nasceu aqui o santo São Teotónio, o primeiro santo português, hoje padroeiro desta Cidade, e que foi um dos principais aliados do então jovem Dom Afonso Henriques na altura em que este proclamou a independência de Portugal.

## Freguesias
O município de Valença está dividido em 11 freguesias:
- Boivão
- Cerdal
- Fontoura
- Friestas
- Gandra e Taião
- União das Freguesias de Valença, Cristelo Covo e Arão
- Ganfei
- Gondomil e Sanfins
- São Julião e Silva
- São Pedro da Torre
- Verdoejo

## Equipamentos
- Estação ferroviária

## Distâncias
- Lisboa — 424 km
- Porto — 118 km
- Madrid (Espanha)- 593 km
- Viana do Castelo — 52 km
- Braga — 74 km
- Vigo (Espanha) — 30 km
- Vila Nova de Cerveira — 15 km

## Ensino
Está sediada no município a Escola Superior de Ciências Empresariais, pertencente ao Instituto Politécnico de Viana do Castelo.

## Património
- Praça-forte de Valença
- Convento de Ganfei
- Mosteiro de Sanfins
- Igreja de Santa Maria dos Anjos (Igreja Matriz)
- Igreja de Santo Estevão
- Igreja da Misericórdia
- Igreja ou Capela do Bom Jesus

## Personalidade
- José Augusto Vieira (1856-90), escritor oitocentista, autor de O Minho Pittoresco (1886-87: 2 vol.).

## Evolução da população do município
★ Os Recenseamentos Gerais da população portuguesa tiveram lugar a partir de 1864, regendo-se pelas orientações do Congresso Internacional de Estatística de Bruxelas de 1853. Encontram-se disponíveis para consulta no site do Instituto Nacional de Estatística (INE). 
★★ Os resultados do censo de 2021 são, por enquanto, provisórios

| Número de habitantes | Número de habitantes | Número de habitantes | Número de habitantes | Número de habitantes | Número de habitantes | Número de habitantes | Número de habitantes | Número de habitantes | Número de habitantes | Número de habitantes | Número de habitantes | Número de habitantes | Número de habitantes | Número de habitantes | Número de habitantes |
| -------------------- | -------------------- | -------------------- | -------------------- | -------------------- | -------------------- | -------------------- | -------------------- | -------------------- | -------------------- | -------------------- | -------------------- | -------------------- | -------------------- | -------------------- | -------------------- |
| 1864                 | 1878                 | 1890                 | 1900                 | 1911                 | 1920                 | 1930                 | 1940                 | 1950                 | 1960                 | 1970                 | 1981                 | 1991                 | 2001                 | 2011                 | 2021                 |
| 14810                | 15312                | 14462                | 15265                | 15483                | 15249                | 16034                | 16903                | 17139                | 16237                | 12850                | 13948                | 14815                | 14187                | 14127                | 13625                |

(Obs.: Número de habitantes "residentes", ou seja, que tinham a residência oficial neste município à data em que os censos  se realizaram.)
| Número de habitantes por grupo etário | Número de habitantes por grupo etário | Número de habitantes por grupo etário | Número de habitantes por grupo etário | Número de habitantes por grupo etário | Número de habitantes por grupo etário | Número de habitantes por grupo etário | Número de habitantes por grupo etário | Número de habitantes por grupo etário | Número de habitantes por grupo etário | Número de habitantes por grupo etário | Número de habitantes por grupo etário | Número de habitantes por grupo etário | Número de habitantes por grupo etário |
| ------------------------------------- | ------------------------------------- | ------------------------------------- | ------------------------------------- | ------------------------------------- | ------------------------------------- | ------------------------------------- | ------------------------------------- | ------------------------------------- | ------------------------------------- | ------------------------------------- | ------------------------------------- | ------------------------------------- | ------------------------------------- |
|                                       | 1900                                  | 1911                                  | 1920                                  | 1930                                  | 1940                                  | 1950                                  | 1960                                  | 1970                                  | 1981                                  | 1991                                  | 2001                                  | 2011                                  | 2021                                  |
| 0-14 Anos                             | 4 503                                 | 4 925                                 | 4 807                                 | 5 160                                 | 5 490                                 | 4 880                                 | 4 680                                 | 3 340                                 | 3 130                                 | 2 748                                 | 2 037                                 | 1 871                                 | 1 630                                 |
| 15-24 Anos                            | 2 571                                 | 2 656                                 | 2 725                                 | 2 681                                 | 2 641                                 | 2 880                                 | 2 287                                 | 1 820                                 | 2 021                                 | 2 128                                 | 1 902                                 | 1 445                                 | 1 325                                 |
| 25-64 Anos                            | 6 439                                 | 6 582                                 | 6 215                                 | 6 879                                 | 7 289                                 | 7 545                                 | 7 454                                 | 5 835                                 | 6 358                                 | 7 308                                 | 7 264                                 | 7 614                                 | 7 055                                 |
| = ou > 65 Anos                        | 1 172                                 | 1 280                                 | 1 264                                 | 1 348                                 | 1 471                                 | 1 594                                 | 1 816                                 | 1 855                                 | 2 439                                 | 2 631                                 | 2 984                                 | 3 197                                 | 3 615                                 |

(Obs: De 1900 a 1950 os dados referem-se à população "de facto", ou seja, que estava presente no município à data em que os censos se realizaram. Daí que se registem algumas diferenças relativamente à designada população residente)
A evolução demográfica entre 1864 a 2011:

## Política

### Eleições autárquicas[10]
| Data | %     | V     | %       | V       | %       | V       | %            | V            | %              | V  | %              | V    | %              | V   | %              | V       | %   | V   | %   | V   | %  | V  | %  | V  | Participação |                |
| Data | PS    | PS    | PPD/PSD | PPD/PSD | CDS-PP  | CDS-PP  | FEPU/APU/CDU | FEPU/APU/CDU | AD             | AD | ASDI           | ASDI | PDC            | PDC | PSD-CDS        | PSD-CDS | MPT | MPT | IND | IND | NC | NC | CH | CH | Participação |                |
| ---- | ----- | ----- | ------- | ------- | ------- | ------- | ------------ | ------------ | -------------- | -- | -------------- | ---- | -------------- | --- | -------------- | ------- | --- | --- | --- | --- | -- | -- | -- | -- | ------------ | -------------- |
| Data | 1976  | 38,56 | 2       | 27,86   | 2       | 23,68   | 1            | 4,99         | -              |    |                |      |                |     |                |         |     |     |     |     |    |    |    |    |              | 58,07 / 100,00 |
| 1979 | 32,04 | 2     | AD      | AD      | AD      | AD      | 6,03         | -            | 58,80          | 5  | 70,69 / 100,00 |      |                |     |                |         |     |     |     |     |    |    |    |    |              |                |
| 1982 | 23,99 | 2     | 29,40   | 2       | 25,15   | 2       | 3,85         | -            |                |    | 13,20          | 1    | 69,77 / 100,00 |     |                |         |     |     |     |     |    |    |    |    |              |                |
| 1985 | 14,76 | 1     | 64,24   | 5       | 11,84   | 1       | 3,09         | -            |                |    | 2,83           | -    | 65,07 / 100,00 |     |                |         |     |     |     |     |    |    |    |    |              |                |
| 1989 | 17,14 | 1     | 51,57   | 4       | 26,14   | 2       | 1,83         | -            |                |    | 69,31 / 100,00 |      |                |     |                |         |     |     |     |     |    |    |    |    |              |                |
| 1993 | 20,42 | 1     | 44,95   | 4       | 27,59   | 2       | 2,58         | -            | 68,83 / 100,00 |    |                |      |                |     |                |         |     |     |     |     |    |    |    |    |              |                |
| 1997 | 54,22 | 4     | 25,48   | 2       | 14,05   | 1       | 2,27         | -            | 68,88 / 100,00 |    |                |      |                |     |                |         |     |     |     |     |    |    |    |    |              |                |
| 2001 | 43,59 | 4     | CDS-PP  | CDS-PP  | PPD/PSD | PPD/PSD | 2,11         | -            | 41,77          | 3  | 9,27           | -    | 68,66 / 100,00 |     |                |         |     |     |     |     |    |    |    |    |              |                |
| 2005 | 52,51 | 4     | 40,10   | 3       |         |         | 3,48         | -            |                |    |                |      | 66,49 / 100,00 |     |                |         |     |     |     |     |    |    |    |    |              |                |
| 2009 | 41,00 | 3     | 43,88   | 4       | 9,13    | -       | 3,25         | -            | 63,20 / 100,00 |    |                |      |                |     |                |         |     |     |     |     |    |    |    |    |              |                |
| 2013 | 33,79 | 2     | 58,11   | 5       |         |         | 4,04         | -            | 60,59 / 100,00 |    |                |      |                |     |                |         |     |     |     |     |    |    |    |    |              |                |
| 2017 | 33,14 | 2     | 57,29   | 5       | 2,65    | -       | 3,22         | -            | 58,76 / 100,00 |    |                |      |                |     |                |         |     |     |     |     |    |    |    |    |              |                |
| 2021 | 40,01 | 3     | 28,16   | 2       |         |         | 1,12         | -            | 20,40          | 2  | 6,63           | -    | 1,02           | -   | 65,90 / 100,00 |         |     |     |     |     |    |    |    |    |              |                |

### Eleições legislativas
| Data | %     | %     | %     | %     | %     | %     | %        | %     | %    | %     | %    | %   | %       | % | %  | %  |  |
| Data | PSD   | PS    | CDS   | PCP   | UDP   | AD    | APU/ CDU | FRS   | PRD  | PSN   | BE   | PAN | PSD CDS | L | CH | IL |  |
| ---- | ----- | ----- | ----- | ----- | ----- | ----- | -------- | ----- | ---- | ----- | ---- | --- | ------- | - | -- | -- |  |
| Data | 1976  | 34,73 | 32,52 | 19,09 | 2,89  | 0,45  |          |       |      |       |      |     |         |   |    |    |  |
| 1979 | AD    | 30,23 | AD    | APU   | 0,71  | 55,36 | 4,51     |       |      |       |      |     |         |   |    |    |  |
| 1980 | AD    | FRS   | AD    | APU   | 0,56  | 59,28 | 4,59     | 28,56 |      |       |      |     |         |   |    |    |  |
| 1983 | 36,39 | 37,03 | 15,93 | APU   | 0,25  |       | 4,29     |       |      |       |      |     |         |   |    |    |  |
| 1985 | 43,96 | 21,51 | 11,30 | APU   | 0,87  | 3,65  | 12,35    |       |      |       |      |     |         |   |    |    |  |
| 1987 | 62,32 | 21,02 | 6,78  | CDU   | 0,35  | 2,27  | 2,20     |       |      |       |      |     |         |   |    |    |  |
| 1991 | 63,07 | 23,42 | 6,14  | CDU   |       | 2,02  | 0,93     | 1,21  |      |       |      |     |         |   |    |    |  |
| 1995 | 44,54 | 38,97 | 10,77 | CDU   | 0,37  | 2,04  |          |       |      |       |      |     |         |   |    |    |  |
| 1999 | 38,21 | 44,38 | 10,93 | CDU   |       | 2,31  | 0,37     | 0,66  |      |       |      |     |         |   |    |    |  |
| 2002 | 49,46 | 33,94 | 10,07 | CDU   | 1,98  |       | 1,11     |       |      |       |      |     |         |   |    |    |  |
| 2005 | 38,28 | 41,75 | 8,91  | CDU   | 2,69  | 3,20  |          |       |      |       |      |     |         |   |    |    |  |
| 2009 | 37,45 | 35,17 | 10,71 | CDU   | 3,60  | 7,15  |          |       |      |       |      |     |         |   |    |    |  |
| 2011 | 51,47 | 24,44 | 10,47 | CDU   | 3,57  | 3,15  | 0,67     |       |      |       |      |     |         |   |    |    |  |
| 2015 | CDS   | 30,10 | PSD   | CDU   | 3,90  | 6,69  | 0,98     | 48,30 | 0,17 |       |      |     |         |   |    |    |  |
| 2019 | 39,87 | 35,64 | 3,52  | CDU   | 2,40  | 6,78  | 2,45     |       | 0,42 | 0,65  | 0,40 |     |         |   |    |    |  |
| 2022 | 33,64 | 44,58 | 2,02  | CDU   | 1,57  | 2,51  | 0,98     | 0,51  | 8,76 | 2,42  |      |     |         |   |    |    |  |
| 2024 | AD    | 26,47 | AD    | CDU   | 30,00 | 1,15  | 2,34     | 1,43  | 1,31 | 29,56 | 2,71 |     |         |   |    |    |  |